# Poikilacanthus harleyi
Poikilacanthus harleyi är en akantusväxtart som beskrevs av D.C. Wasshausen. Poikilacanthus harleyi ingår i släktet Poikilacanthus och familjen akantusväxter. Inga underarter finns listade i Catalogue of Life.